# Ascwulf
Ascwulf (Æscwulf; fl. VIII secolo) è stato un vescovo britannico, vescovo di Dunwich fra il 705 ed il 747.